# NGC 7456
NGC 7456 é uma galáxia espiral (Sc) localizada na direcção da constelação de Grus. Possui uma declinação de -39° 34' 09" e uma ascensão recta de 23 horas, 02 minutos e 10,1 segundos.
A galáxia NGC 7456 foi descoberta em 4 de Setembro de 1834 por John Herschel.